# Lymphocyte B à mémoire

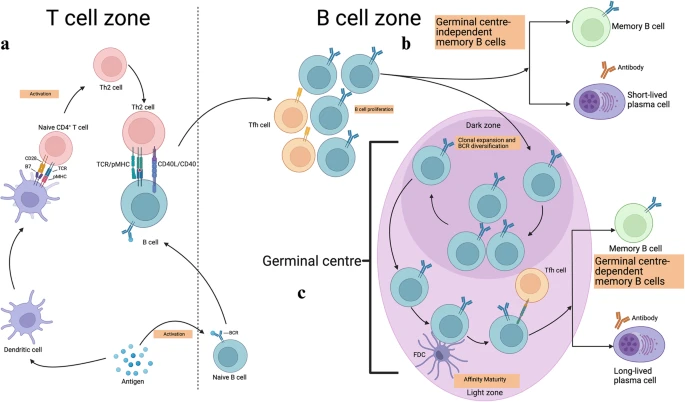
Origine des lymphocytes B à mémoire (a) Les lymphocytes B et T naïfs migrent vers la frontière entre les zones folliculaires des lymphocytes B et les lymphocytes T après la rencontre de l'antigène dans les organes lymphoïdes secondaires. Cela permet aux lymphocytes B de développer un contact stable avec les lymphocytes T et de recevoir des signaux auxiliaires dérivés des lymphocytes T CD4 +. Ces cellules B activées par l’antigène se déplacent ensuite vers les follicules externes où elles peuvent proliférer davantage et choisir entre trois destins. (b) Certaines se différencieront en plasmocyte (PC) à courte durée de vie, tandis que d'autres deviendront des lymphocytes B à mémoire indépendantes du centre germinatif. (c) Les cellules B restantes réintègrent le follicule de cellules B et subissent une prolifération rapide, établissant ainsi un centre germinatif. Dans la zone sombre du centre germinatif, l'hypermutation somatique diversifie les récepteurs des cellules B en prolifération active (expansion clonale). Certaines de ces cellules se déplacent vers la zone claire du centre germinatif où elles interagissent avec les cellules dendritiques folliculaires présentatrices de l'antigène et les cellules T folliculaires auxiliaires (Tfh) spécifiques de l'antigène pour subir une maturation par affinité. Ces cellules B sélectionnées par affinité peuvent soit rejoindre le cycle, soit quitter le centre germinatif en tant que cellules différenciées, soit en tant que plasmocyte à longue durée de vie, soit en tant que cellules B mémoire dépendant du centre germinatif.

Les lymphocytes B à mémoires dérivent des lymphocytes B. Après reconnaissance des antigènes par les lymphocytes B (lors de la réponse immunitaire primaire), certains se différencient en lymphocytes B mémoires et d'autre en plasmocytes.
Les lymphocytes B à mémoires ont pour rôle de mémoriser les propriétés de l'antigène les ayant activés, afin de créer une réponse immunitaire plus rapide, plus longue, plus intense et plus spécifique dans le cas d'une seconde infection par ce même antigène (réponse immunitaire secondaire). De plus, les lymphocytes B à mémoires ont une durée de vie beaucoup plus longue que les plasmocytes.
C'est sur le principe de cette mémoire immunitaire que les vaccins sont réalisés. Mais le rôle de ces cellules n'est toutefois pas clair, car leur nombre ne semble pas varier au cours du temps, contrairement au taux d'anticorps spécifiques.
Cette caractéristique de la réponse immunitaire spécifique a été reconnue il y a 2 400 ans par l'historien grec Thucydide d'Athènes qui remarqua que « nul ne souffrait de la peste à deux reprises ».

## Différenciation
Dans la moelle osseuse, les précurseurs des lymphocytes se différencient en lymphocytes B immuno-compétents qui expriment des IgD et IgM. Ils peuvent alors reconnaître leur antigène spécifique par leur immunoglobuline (Ig) de membrane, également appelé récepteur des cellules B, et participer à la réponse immunitaire dite à médiation humorale. Si l'antigène est T-dépendant, alors les lymphocytes B activés coopèrent avec les lymphocytes T auxiliaires dans les organes lymphoïdes secondaires. Il se forme alors un centre germinatif au sein duquel ils subissent la maturation d'affinité et la commutation de classe leur permettant de produire des immunoglobulines A, E ou G. 
Ils se différencient ensuite en plasmocytes à courte durée de vie, plasmocytes à longue 
durée de vie ou lymphocytes B mémoire.

## Caractéristiques des lymphocytes B mémoires
Les lymphocytes B mémoires ont déjà subi le processus de maturation d'affinité et la commutation de classe, ce qui se traduit par la présence de mutations somatiques sur les gènes codant les immunoglobulines.
Parmi ces lymphocytes B mémoires, on trouve de nombreuses sous-populations caractérisées par le type d'Ig synthétisée (IgA, IgE, IgG ou IgM) et le niveau d'expression de molécules de surface (CD27 notamment, mais aussi FCRL4). Cependant, le rôle spécifique de chaque sous-population dans la mémoire immunitaire est encore débattu.
On estime que les lymphocytes B mémoires peuvent persister plus de 50 ans chez l’homme et ceci sans 
nouvelle exposition à leur antigène spécifique. Cependant les mécanismes demeurent encore mal connus : ils reposeraient notamment sur une modification de l'expression génique provoquant une augmentation de l’expression de molécules anti-apoptotiques.

## Réactivation des lymphocytes B mémoires
Les lymphocytes B mémoires sont capables de proliférer et se différencier très rapidement en plasmocytes producteurs d’anticorps à la suite d'une deuxième exposition à leur antigène spécifique. Cette capacité à réagir plus rapidement avec un très court temps de latence est liée à différents mécanismes :
- Il y a davantage de lymphocytes B mémoires capable de répondre à la stimulation antigénique car ils ont déjà subi la prolifération lors de la réponse primaire.

- Les lymphocytes B mémoires sont positionnés stratégiquement dans les sites de drainage de l'antigène (exemple : rate)

- Leurs Ig ont une haute affinité pour l'antigène car ils ont subi la maturation d'affinité (hypermutation somatique) dans les centres germinatifs, c'est-à-dire que seuls les lymphocytes B les plus spécifiques à l'antigène ont reçu un message de survie, les autres ont été éliminés par apoptose.

- Les lymphocytes B mémoires sécrètent des IgA ou IgG qui ont des propriétés biochimiques différentes des IgM sécrétées par les plasmocytes n'ayant pas subi le switch (commutation) isotypique. Leur stimulation provoquerait une cascade de signalisation intracellulaire plus forte que pour les IgM, donc un signal d’activation plus intense.

- Les lymphocytes B mémoires, contrairement aux lymphocytes B naïfs, expriment déjà des marqueurs d'activation (ex : les molécules de costimulation CD80, CD86, etc.).

## Rôle des lymphocytes B mémoires pour la vaccination
La mémoire du système immunitaire est utilisée à des fins médicales : la vaccination qui 
permet à l'organisme d'acquérir préventivement et durablement une mémoire immunitaire 
relative à un micro-organisme déterminé. Ceci se fait grâce à l'injection d'un antigène 
sous une forme non pathogène mais provoquant une réaction immunitaire avec mise en place 
d'une réponse mémoire protectrice. La plupart des vaccins induisent une réponse 
anticorps : il y alors une production de lymphocytes B mémoires qui en cas d'une deuxième infection 
par l'antigène se réactiveront rapidement et protègeront l'organisme de l'infection.

## Sources
- Immunologie générale, P. Letonturier, 8e édition, édition Elsevier Masson, 2007, pages 37-38 ; 41-42
- Immunologie, D. Male, J. Brostoff, D. B.Roth, I. Roitt, traduction de la 7e édition anglaise par P. Pierre et L. Masson, édition Elsevier Masson, 2007, page 59
- Memory B cells : effectors of long-lived immune responses. Tangye SG, Tarlinton DM. European Journal of Immunology, 2009 Aug;39(8):2065-75